# Paul Nordström
Paul Gustaf Nordström, född 9 juli 1869 i Stoby socken, död 16 januari 1953 i Hässleholm, var en svensk apotekare.
Paul Nordström var son till bankdirektören David Gustaf Emanuel Nordström. Efter läroverksstudier i Kristianstad blev han apotekselev 1887 och avlade farmacie studiosiexamen 1895. Han tjänstgjorde därefter vid apotek i Klippan och Helsingborg, var föreståndare för apoteket i Hässleholm 1906–1921 och innehade detsamma 1921–1937. Han grundade i Hässleholm 1906 en mineralvattenfabrik (Apotekare Paul G. Nordströms vattenfabrik) och samma år en läkemedelsfabrik (Apoteket i Hässleholm kemisk farmaceutiska laboratorium), vilka 1928 sammanslogs till Apotekare Paul Nordströms fabriker samt 1942 såldes och ombildades till Hässle AB, Apotekare Paul Nordströms fabriker, där Nordström kvarstod som ordförande. Nordström var ledamot av Sveriges Farmacevtförbunds centralstyrelse 1902–1906, vice ordförande i Skånska kretsen av Sveriges Apotekareförbund 1928–1937 och fullmäktig i apotekareförbundets centralstyrelse 1928–1935. Bland hans övriga uppdrag märks att han var ordförande i Kristianstads läns vattenfabrikantförening 1929–1932, stadsfullmäktig i Hässleholm 1911–1931 och ordförande i Hässleholms teaterförening 1931–1943. Han publicerade en rad allmänt farmaceutiska och farmaceutiskt-kemiska uppsatser. Nordström är begravd på Hässleholms östra begravningsplats.